# Арініш (комуна)
Арініш (рум. Ariniș) — комуна у повіті Марамуреш в Румунії. До складу комуни входять такі села (дані про населення за 2002 рік):
- Арініш (697 осіб) — адміністративний центр комуни
- Родіна (178 осіб)
- Темешешть (333 особи)

Комуна розташована на відстані 406 км на північний захід від Бухареста, 32 км на південний захід від Бая-Маре, 85 км на північ від Клуж-Напоки.

## Населення
За даними перепису населення 2002 року у комуні проживали 1208 осіб.
Національний склад населення комуни:
| Національність | Кількість осіб | Відсоток |
| -------------- | -------------- | -------- |
| румуни         | 1078           | 89,2%    |
| угорці         | 130            | 10,8%    |

Рідною мовою назвали:
| Мова      | Кількість осіб | Відсоток |
| --------- | -------------- | -------- |
| румунська | 1078           | 89,2%    |
| угорська  | 130            | 10,8%    |

Склад населення комуни за віросповіданням:
| Релігія        | Кількість осіб | Відсоток |
| -------------- | -------------- | -------- |
| православні    | 873            | 72,3%    |
| п'ятдесятники  | 145            | 12,0%    |
| реформати      | 111            | 9,2%     |
| греко-католики | 17             | 1,4%     |
| баптисти       | 7              | 0,6%     |
| римо-католики  | 4              | 0,3%     |
| адвентисти     | 2              | 0,2%     |